# Michałówek (powiat płoński)
Michałówek – wieś sołecka w Polsce położona w województwie mazowieckim, w powiecie płońskim, w gminie Załuski. Michałówek położony jest nieopodal miejscowości Załuski. Jest to rozległa i piękna miejscowość z dużą ilością lasów pełną dzikich zwierząt, np. lisów, dzików, saren.
| SIMC    | Nazwa    | Rodzaj    |
| ------- | -------- | --------- |
| 0129870 | Sokal    | część wsi |
| 0129886 | Wymyślin | część wsi |

W latach 1975–1998 miejscowość należała administracyjnie do województwa ciechanowskiego.
Wierni kościoła rzymskokatolickiego należą do parafii Świętego Stanisława Biskupa Męczennika w Starej Wronie.